# Ferdinand von Schill
Ferdinand Baptista von Schill (6 tháng 1 năm 1776 – 31 tháng 5 năm 1809) là một thiếu tá quân đội Phổ, đã lãnh đạo cuộc khởi nghĩa chống lại sự đô hộ của người Pháp thời Napoléon vào năm 1809 nhưng bị quân đồng minh của Pháp dập tắt.
Trong chiến tranh Liên minh thứ tư, Schill chỉ huy một quân đoàn tình nguyện Phổ tiến hành các hoạt động đánh phá hậu cận của quân Pháp khi họ bao vây Kolberg năm 1806. Những thắng lợi của Schill trong chiến tranh du kích đã khiến ông được vua Phổ Friedrich Wilhelm III phong cấp hàm đại úy vào tháng 1 năm 1807, đồng thời được giao nhiệm vụ thành lập một quân đoàn tự do mang tên ông. Dưới sự chỉ huy của ông, Quân đoàn Tự do Schill đã giành được một số thắng lợi nhỏ, nhưng cuộc chiến vẫn kết thúc với thất bại của Phổ. Sau Hòa ước Tilsit vào cuối năm 1807, Quân đoàn Tự do Schill bị giải thể. Bản thân ông được phân công làm chỉ huy trưởngt trung đoàn tinh nhuệ gồm các đơn vị khinh kỵ binh vùng Brandenburg.
Trong bối cảnh nước Phổ thảm bại, ông lại được dân thành Berlin chào đón như một anh hùng dân tộc khi dẫn quân trở về kinh đô vào năm 1808. Kể từ đó, ông luôn luôn ao ước giải phóng toàn bộ dân tộc Đức thoát khỏi sự nô dịch của Pháp. Ông cũng từng gửi cho nbu7o27i dân xứ Westfalen lời thề dấy nghĩa đuổi quân Pháp đang chiếm đóng vùng này. Thật vậy, vào năm 1809 ông kéo trung đoàn của mình rời khỏi kinh thành Berlin và tiến hành khởi nghĩa. Ban đầu, quân khởi nghĩa giành được một số thắng lợi, gây cho quân chư hầu của Pháp phải nao núng. Những thất bại này của quân Pháp và chư hầuđã gây tâm lý phấn khởi trong giới cầm quyền Phổ.
Tuy nhiên, do sợ uy Pháp nên Friedrich Wilhelm III không ủng hộ cuộc khởi nghĩa và coi Schill là tên phản nghịch. Cuối cùng, Schill thất thế và trong một trận đánh với quân chư hầu Hà Lan và Đan Mạch của Pháp ở cảng Stralsund vào năm 1809, ông tử trận. Bất chấp lòng dũng cảm của Schill và các nghĩa quân dưới quyền ông, sự thất bại của cuộc khởi nghĩa cho thấy tính tự phát của phong trào yêu nước ở Đức thời đó,

## Thân thế
Schill chào đời tại Wilmsdorf (nay là một phần của Bannewitz, Sachsen) và gia nhập lực lượng Kỵ binh của Quân đội Phổ trong độ tuổi từ 12 cho tới 15, tùy theo từng nguồn.

### Chú giải
1. 1 2 3  James R. Arnold, Napoleon conquers Austria: the 1809 campaign for Vienna, trang 89
2. 1 2 3  Christopher M. Clark,Iron kingdom: the rise and downfall of Prussia, 1600-1947, các trang 341-348.
3. ↑  Sam Mustafa, The Long Ride of Major von Schill (Boulder: Rowman & Littlefield, 2008),